# Asociación Española de Videojuegos
La Asociación Española de Videojuegos (AEVI), anteriormente conocida como Asociación Española de Distribuidores y Editores de Software de Entretenimiento (aDeSe), es una organización fundada en 1998 para representar los intereses de todos los agentes de la cadena de producción de la industria tecnológica del videojuego en España. Con sus más de 70 miembros, entre los que se incluyen las compañías más relevantes de esta industria, es una de las asociaciones de videojuegos más importantes de nuestro país. Asimismo pertenece a la Federación de Software Interactivo de Europa (en inglés, Interactive Software Federation of Europe - ISFE), organismo independiente con sede en Bruselas que defiende los intereses de esta industria en Europa.

## Historia y objetivos
La organización nació en 1998 con el objetivo de impulsar la industria del videojuego en nuestro país. Ese año llevaron a cabo, junto con la Federación Antipiratería - FAP (1982-2018), un conjunto de actuaciones relativas a la defensa de la propiedad intelectual de las videoconsolas y sus videojuegos frente a la modificación de sus chips.
En 2009 solicitaron ante el gobierno «un marco legislativo que fomentase el desarrollo de los videojuegos».
En 2014 cambiaron de denominación y realizaron una refundación con la misión de agrupar a todo el sector, incluyendo estudios desarrolladores, centros de educación y entidades de e-sports, para «aunar las posiciones de los distintos agentes de la cadena de valor de esta industria y llevarla a la siguiente fase de desarrollo».
Para el cumplimiento de sus objetivos colaboran con las instituciones públicas, promueven la sostenibilidad en la industria, el consumo responsable y la responsabilidad de atender a la codificación PEGI. Otra de sus misiones es trabajar activamente en difundir el valor del carácter cultural e innovador del sector y los aspectos positivos de los videojuegos «serios» en la sociedad como elementos que no se limitan a ser instrumentos de ocio, sino que son un vehículo de transmisión de cultura, educación y valores, que también ofrece beneficios terapéuticos en el terreno de la medicina.

## Órganos de Gobierno
El órgano superior de AEVI es la Asamblea General constituida por todas sus empresas miembro. Su Comité Directivo a fecha de abril de 2022 es el siguiente: 
| Cargo              | Persona                                      | Empresa                                      |
| ------------------ | -------------------------------------------- | -------------------------------------------- |
| Presidente         | Alberto González Lorca                       | Bandai Namco Entertainment                   |
| Vicepresidenta     | Liliana Laporte                              | Sony Interactive Entertainment               |
| Vicepresidente     | Carlos Pombo                                 | Activision-Blizzard                          |
| Vicepresidente     | Arturo Monedero                              | Delirium Studios                             |
| Vicepresidente     | Néstor Pequeño                               | Electronic Arts                              |
| Secretaría General | José María Moreno (Director General de AEVI) | José María Moreno (Director General de AEVI) |
| Tesorero           | Óscar del Moral                              | Koch Media                                   |
| Vocal              | Fernanda Delgado                             | Microsoft                                    |
| Vocal              | Leticia De La Parte                          | Warner                                       |
| Vocal              | Gustavo Herrera                              | Nintendo                                     |
| Vocal              | Carlos Rosales                               | BigBen Interactive                           |
| Vocal              | Alberto Guerrero                             | Riot Games                                   |

## Iniciativas
- En diciembre de 2018 presentan el proyecto The Good Gamer, concebido para promover los valores positivos de los videojuegos y su uso responsable dirigido a padres, profesores, centros educativos y médicos[9] e instituciones culturales.[10][11]
- En 2022 lanzan la iniciativa «#PlayEquall» para reforzar el compromiso de la industria con los valores de la igualdad, la diversidad y la inclusión.[12]

## Servicios para asociados
- Asesoramiento jurídico, fiscal, empresarial (generación de estrategia digital).
- Laboral: mediante Aevi Jobs, plataforma para dar acceso a los estudiantes a los empleadores de la industria.
- Red de mentores: para guiar a los desarrolladores que están comenzando.
- Formación: sesiones informativas y planes formativos.
- Programas de ayudas: para desarrolladores locales por valor de 10.000€.[13]

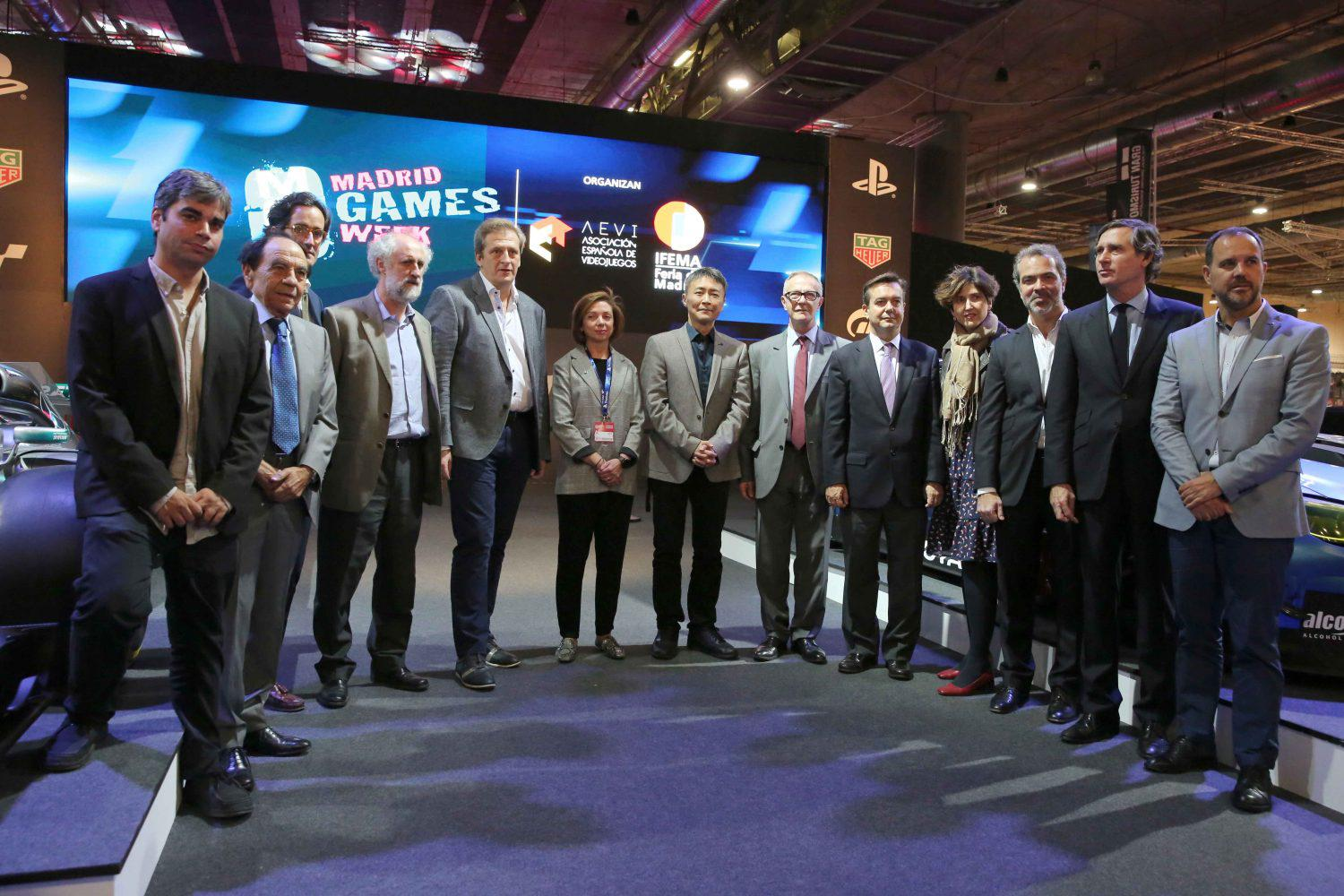
Algunos miembros del Consejo Directivo de AEVI en la feria Madrid Games Week de 2018 (foto propiedad del Ayuntamiento de Madrid, para el Diario de Madrid.)

## Patrocinio de certámenes y eventos
- Ferias: AEVI es la asociación encargada de organizar, conjuntamente con IFEMA, la feria de videojuegos anual Madrid Games Week[14][15] y durante unos años también participó en la organización de la feria Barcelona Games World.[16] Desde 2019 esta feria ha pasado a denominarse NiceOne Barcelona (N1B) y ahora  la organiza en exclusiva la Feria de Barcelona.
- Concursos: También ha sido patrocinadora de oro por dos años consecutivos en las Ediciones II y III del Concurso Nacional «Indie Games Málaga», organizado por el Ayuntamiento de Málaga para apoyar a los estudios pequeños independientes de videojuegos.[17][18]

## Miembros
A fecha de abril de 2022, más de 70 desarrolladoras, distribuidoras, retailers de videojuegos, ligas de e-sports y centros académicos pertenecen a la asociación, representando un 90% de la cuota de este sector en el mercado español.

### Empresas
- Asociación de Clubes de Esports (ACE)
- Activision-Blizzard
- Artax Games
- Atlas Informática
- Bandai Namco Entertainment
- BigBen Studios
- Binarybox Studios
- Best Ride Simulators
- Blackmouth Games
- Didactoons
- Drakhar Studio
- Electronic Arts
- ESL
- Friday Mood
- GAME
- Gammera Nest
- Gaming Residendes
- Galigames
- Gato Salvaje Studio
- GGTech
- Kaiju Entertainment
- Killbug Studio
- Koch Media
- Liga de Videojuegos Profesional[20]
- LuegoLu3go
- L3TCraft
- MercurySteam
- Meteorbyte Studios
- Microsoft[21]
- Mindiff
- Miru Studio
- Msi Simulation
- Naduku Games
- Nintendo Ibérica
- Novarama Technologies
- Orenji Games
- Outright Games
- OXiAB
- OWO Game
- Open House Games
- Patrones y Escondites
- Petoons
- Piccolo Studio
- Pixelatto
- Possible Lab
- Recotechnology
- Riot Games
- Saona Studios
- Secret6
- Selecta Visión
- Sony Interactive Entertainment
- Superlumen
- Take Two Interactive
- The Longest Road S.L
- Troglobytes Games
- Ubisoft
- Warner Interactive
- 1UP Games Studio

### Centros académicos
- Creanavarra
- ESNE
- ESIC
- EVAD
- Rendr Escuela de Videojuegos Master D
- Squarebox
- CPA Salduie
- Universidad Complutense de Madrid
- Universidad Isabel I
- Universitat Jaume I
- Universidad Internacional de Valencia
- Universidad San Jorge
- Universidad de La Coruña
- Voxel School

## Publicaciones
- Anuario de la industria del Videojuego en España: publicación anual que realizan desde 2003 para hacer públicos los datos más recientes del sector sobre los hábitos de consumo de videjouegos en España y que cuenta con la presencia institucional de los ministerios de Asuntos Económicos y Transformación Digital; Cultura y Deportes; Industria, Comercio y Turismo; Educación y Formación Profesional del Gobierno de España.[5]
- Informes:
  - «Las mujeres juegan, consumen, participan» (2021): ISFE e Ipsos Mori colaboraron en este análisis sobre la aportación de las mujeres a la industria de los videojuegos, tanto como jugadoras como desarrolladoras, con las claves para atraer a más público femenino a esta industria.[22]
  - «Análisis del impacto del COVID-19 y mejores prácticas de teletrabajo en el sector de los videojuegos» (2021).[23]
- Libro Blanco de los e-sports en España (coord.).[24]
- Decálogo de buenas prácticas en los videojuegos.[25]